# 19 највећих хитова
19 највећих хитова је компилацијски албум српског и југословенског рок бенда Рибља чорба.

## Опште информације
Албум је објављен 1. јула 2005. године под окриљем издаваче куће Хи-Фи Центар, а на њему се налази деветнаест песама.
Аранжман за песме радила је група, текстове Бора Ђорђевић (за песме 1—9, 11—99) и музику (за песме 1—9, 11, 13—17 и 19). Албум је дељен уз магазин Свет.

## Листа песама
| №   | Назив                      | Трајање |  |
| 1.  | Љубав овде више не станује | 4:25    |  |
| 2.  | Једино моје                | 4:36    |  |
| 3.  | Последња песма о теби      | 4:23    |  |
| 4.  | Принц                      | 4:28    |  |
| 5.  | Остало је ћутање           | 4:09    |  |
| 6.  | Нојева барка               | 4:49    |  |
| 7.  | Гастарбајтерска            | 3:53    |  |
| 8.  | Србин је луд               | 2:56    |  |
| 9.  | Царе                       | 4:07    |  |
| 10. | Кад ходаш                  | 4:11    |  |
| 11. | Кад падне ноћ              | 5:15    |  |
| 12. | Добро јутро                | 5:10    |  |
| 13. | Погледај дом свој анђеле   | 4:45    |  |
| 14. | Кад сам био млад           | 3:23    |  |
| 15. | Остани ђубре до краја      | 5:15    |  |
| 16. | Лутка са насловне стране   | 2:22    |  |
| 17. | Два динара друже           | 3:36    |  |
| 18. | Амстердам                  | 4:02    |  |
| 19. | Авиону сломићу ти крила    | 4:03    |  |